# Skautská výchovná metoda
Skautská výchovná metoda je cestou soustavné výchovy a sebevýchovy, jež má vést k upevňování charakteru, vytváření hodnotového systému, rozvoji dovedností a znalostí. Skautskou výchovnou metodu tvoří nedělitelný systém vzájemně provázaných prvků.

## Prvky skautské metody
Světová organizace skautského hnutí (WOSM) během času mírně mění definici skautské výchovné metody. V 80. letech sestával ze čtyř prvků: skautský slib a zákon, učení se aktivní činností (learning by doing), družinový systém a postupný a stimulující program. To bylo v devadesátých letech rozšířeno na sedm prvků. Na 41. světové skautské konferenci v roce 2017 byl přidán osmý prvek community involvement, česky překládáno jako zapojení do společnosti. V České republice ji do roku 2014 definoval Junák jako deset prvků (skautský slib a zákon, učení se prostřednictvím praktických činností a her, týmová práce ve skupinkách, zájem a spoluúčast každého mladého člověka na jeho osobním rozvoji, symbolický rámec, pobyt a činnost v přírodě a její poznávání a ochrana, podpora mladých lidí dospělými, služba společnosti, postupně stimulující programy, symbolika a výchovné prostředí).  Od roku 2014 je ve stanovách největší české skautské organizace Junák - český skaut zavedeno sedm prvků metody a v roce 2022 byl přidán osmý prvek (zapojení do společnosti).  
V České republice se nejspíš nenajde žádný skautský oddíl, který by stoprocentně fungoval dle všech níže uvedených zásad. Každý oddíl je jiný, každý oddíl je tvořen jinými lidmi, determinován jiným prostředím i možnostmi, nicméně skautská výchovná metoda by měla být závazná a určující pro skautskou výchovu. 

### Skautský slib a zákon
Skautské hnutí neusiluje pouze o „zabavení“ svých členů, případně o učení zálesáckým dovednostem, ale zejména o systematickou hodnotovou výchovu a duchovní rozvoj každého jedince. Skautské hnutí usiluje o to, být aktivní součástí demokratické občanské společnosti, a chce vychovávat samostatně myslící jedince s pevnými morálními zásadami, kterým není lhostejný svět kolem nich a nebojí se stát si za svými ideály. Pomůckou k tomu je skautský slib a zákon, které mají dětem a mladým lidem ukázat hodnoty, jež by měly být základem každé slušné společnosti. Součástí hodnotové výchovy v oddíle by ale neměla být jen práce se slibem a zákonem, ale např. i budování osobní morálky a zodpovědnosti za své chování a jednání, důraz na plnění povinností, sebereflexe (co jsem udělal dobře/ špatně, v čem se mohu zlepšit?), rozbor chování hrdinů v motivačních příbězích atd. 
Snad nejdůležitějším prvkem v hodnotové výchově je vzor chování vedoucích. Dětem často z domu chybí vzory, jejichž příkladu by se mohly držet.

### Učení se zkušeností - prostřednictvím praktických činností a her
Učení se aktivní činností, neboli učím se tím, že něco dělám (learning-by-doing). Např. stavba tábora a zajišťování jeho chodu vesměs vlastními silami (vaření aj.) je nástrojem, jak budovat u dětí úctu k práci, učí je samostatnosti, střídmosti, utužuje fyzickou kondici aj.  Znalosti a dovednosti by neměly být dětem předkládány „na podnose“. Poznatky a zkušenosti by měly děti sbírat samy vlastní aktivitou a zvídavostí nebo prostřednictvím her, což výrazně pomáhá jak samotném procesu učení, tak i atraktivitě programu.

### Družinový systém
Práce v družinách a menších skupinkách je pro skauting dalším charakteristickým rysem, který byl poté převzat i do jiných mládežnických uskupení. Zakladatelem družinového systému je lord Robert Baden-Powell, který během búrských válek v jižní Africe rozdělil své vojáky do menších skupinek, které si zvolily svého vedoucího a byly skrz něj organizovány. Tento nápad se osvědčil i v práci s mladými lidmi, kterým se Baden-Powell později rozhodl věnovat, a tak vznikl družinový systém v podobě, jak jej známe dnes.
Pokud to možnosti oddílu dovolují, je družinový systém nejlepší volbou. V družině se děti učí od sebe navzájem, jeden druhému jde často příkladem, v družinách též vznikají pevnější přátelské vztahy, rozhodování a příprava programu probíhá na základě dohody. Z hlediska organizace je tento systém náročnější na koordinaci vedoucích a programu, který se dětem připravuje, a proto s družinovým systémem některé oddíly nepracují.

### Program osobního růstu
Skauting je založen na cestě neustálé výchovy a sebevýchovy, jež by měla každého zdokonalovat po všech stránkách a dát vyniknout nejlepším vlastnostem každého jedince. Tento prvek metody pracuje s zájmem a spoluúčastí každého mladého člověka na jeho osobním rozvoji. Možností, jak posilovat osobní rozvoj, je mnoho – od plnění skautské stezky, odborných zkoušek – odborek, oddílových výzev (např. tři orlí pera) po pozdější činovnické vzdělávání.  Nejde o porovnávání schopností dětí navzájem, ale hlavně o osobní růst a zdokonalování se každého jedince zvlášť.

### Symbolický rámec
Symbolický rámec je možné chápat jako určitý „obal“ skautského programu, který mu má dodávat atraktivitu a podporovat naplňování vytyčených cílů. Nabízí motivaci a inspiraci k činnosti. Ve skautské činnosti se jedná zejména o dva typy symbolických rámců – jeden, který je společný všem skautům (hymna, lilie a jiné symboly, skautský kroj, slavnosti atd.), a druhý, který si oddíly a družiny vymýšlí samy (libreto k hrám a s tím spojené kostýmy, kulisy, příběhy atd.). Vlastní symbolický rámec by měl být uzpůsobený věkové kategorii členů, výchovným cílům a měl by být pro děti zajímavý.

### Příroda a pobyt v ní
Příroda je nejen vynikající prostředí pro skautskou výchovu, ale i jeden z objektů jejího zájmu. Skauting vede děti k úctě k přírodě, její ochraně a prožívání silných zážitků spojených s vnímáním přírody a jejích krás. Zároveň využívá možností, které příroda nabízí k uskutečnění dalších aktivit skautské praxe jako je sport, estetická výchova, poznávání historicky a kulturně zajímavých míst atd. Příroda též může napomáhat budování pevných a trvalých přátelství, ke kterým chce skauting vést – společný pobyt mimo pohodlí domova, kde je potřeba se přizpůsobit nedostatku obvyklého komfortu a rozmarům počasí, vytváří vhodné podmínky pro lepší stmelení a soudržnost skupiny na základě společných silných zážitků.
Důležitost přírody v tradici českého skautingu je většinou odvozována od odkazu Ernesta Thompsona Setona, zakladatele hnutí Woodcraft. České skautské hnutí bylo jeho myšlenkami ovlivněno zdaleka více než v jiných zemích, a mimo jiné proto je příroda jako objekt zájmu pro český skauting důležitější než například v Anglii.

### Dospělí průvodci - výchova staršími
Již v prvku „družinový systém“ je obsažena myšlenka, že mladší se přirozeně učí od starších, kteří jsou jim rádci a vzory. Toto skauting dále rozvíjí tím, že každý oddíl či středisko je postaveno na určité hierarchii, kdy starší a zkušenější (např. vůdci oddílu) pomáhají mladším (např. rádci), delegují na ně určité úkoly a vedou je k samostatnosti a schopnosti umět stále více věcí tak, aby časem mohli vykonávat zodpovědnější a složitější úkoly. Podstatné zde je taky to, že dospělí činovníci by se měli neustále vzdělávat, aby byli schopni porozumět měnícím se potřebám oddílu i dostát všem dalším (technickým, administrativním) závazkům.

### Zapojení do společnosti
Tento prvek pracuje s aktivním přebíráním zodpovědnosti za stav společnosti v našem bydlišti, státě i na celé Zemi. Souvisí s aktivním občanstvím, s každodenní angažovaností, ale také s globálně rozvojovými tématy. Je tedy důležité naše zapojení do širší komunity – máme zde možnost zažít obohacující setkání, získat jiný náhled na konkrétní problém, pochopit širší kontext.